# Fergus Kavanagh

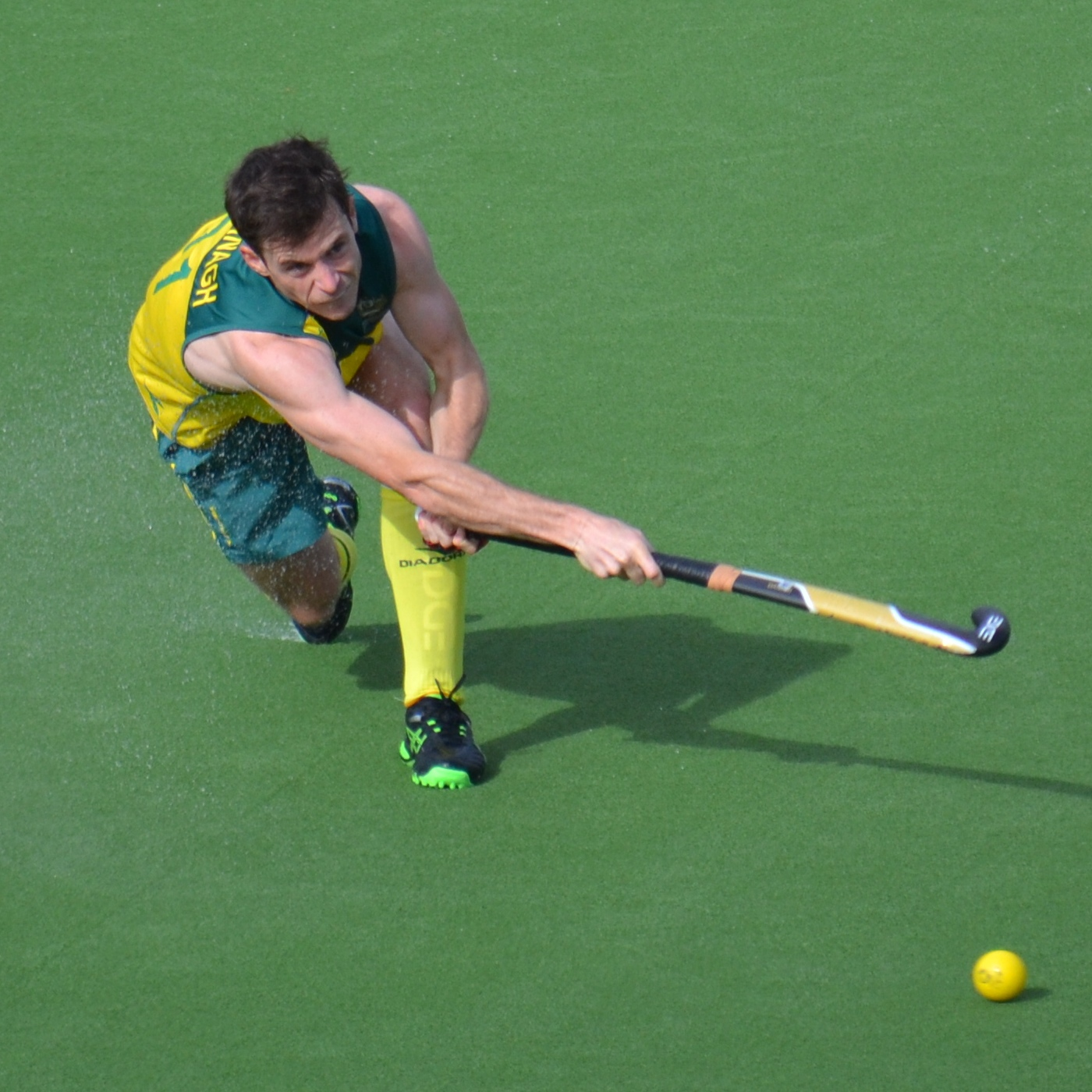
Fergus Kavanagh (2014)

Fergus James Kavanagh (* 21. Mai 1985 in Dublin, Irland) ist ein ehemaliger australischer Hockeyspieler, der mit der australischen Hockeynationalmannschaft 2008 und 2012 Olympiadritter war, 2010 und 2014 war er Weltmeister.

## Sportliche Karriere
Der Verteidiger Fergus Kavanagh bestritt zwischen 2007 und 2016 231 Länderspiele.
Sein erstes großes internationales Turnier waren 2008 die Olympischen Spiele in Peking. In ihrer Vorrundengruppe belegten die Australier den zweiten Platz hinter den Niederländern. Im Halbfinale unterlagen sie der spanischen Mannschaft mit 2:3. Im Spiel um die Bronzemedaille bezwangen sie die Niederlande mit 6:2. Im März 2010 fand in Neu-Delhi die Weltmeisterschaft statt. Die Australier gewannen ihre Vorrundengruppe vor der englischen Mannschaft. Im Halbfinale bezwangen die Australier die Niederländer mit 2:1, im Finale besiegten sie die deutsche Mannschaft ebenfalls mit 2:1. Ein halbes Jahr später fanden in Delhi die Commonwealth Games 2010 statt. Im Finale bezwangen die Australier die Mannschaft aus dem Gastgeberland Indien klar.
2012 bei den Olympischen Spielen 2012 in London gewannen die Australier ihre Vorrundengruppe vor der britischen Mannschaft. Im Halbfinale unterlagen sie der deutschen Mannschaft mit 2:4. Das Spiel um den dritten Platz gewannen die Australier mit 3:1 über die Briten. Zwei Jahre später bei der Weltmeisterschaft in Den Haag gewannen die Australier ihre Vorrundengruppe mit fünf Siegen in fünf Spielen. Nach einem 5:1-Halbfinalsieg über die argentinische Mannschaft bezwangen die Australier im Finale die niederländische Mannschaft mit 6:1. Nur anderthalb Monate später fanden die Commonwealth Games 2014 in Glasgow statt. Im Finale trafen die Australier wie vier Jahre zuvor auf die indische Mannschaft, die Australier siegten mit 4:0. Bei den Olympischen Spielen 2016 in Rio de Janeiro erreichten die Australier das Viertelfinale, unterlagen dort aber der niederländischen Mannschaft. Nach den Platzierungsspielen belegten die Australier den sechsten Platz. Damit verpassten die Australier zum ersten Mal seit 1988 die Medaillenränge.
Fergus Kavanagh hat ein Ingenieur-Studium an der University of Western Australia abgeschlossen.